# Stimmkreis Erding
Der Stimmkreis Erding (Stimmkreis 115) ist ein Stimmkreis in Oberbayern. Er umfasst den Landkreis Erding.
Der Stimmkreis Erding (Stimmkreis 116 seit der Landtagswahl 2018) ist ein Stimmkreis in Oberbayern. Er umfasst den Landkreis Erding.

## Landtagswahl 2023
Zur Landtagswahl 2023 traten folgende Parteien und Direktkandidaten im Stimmkreis Erding an und erzielten folgende Ergebnisse:
| Nr. | Direktkandidat        | Partei           | Erststimmen in % | Gesamtstimmen in % | Veränderung der Gesamtstimmen im Vergleich zur Landtagswahl 2018 in % |
| --- | --------------------- | ---------------- | ---------------- | ------------------ | --------------------------------------------------------------------- |
| 1   | Ulrike Scharf         | CSU              | 39,5             | 38,4               | - 0,8                                                                 |
| 2   | Laetitia Wegmann      | GRÜNE            | 11,1             | 11,8               | - 3,7                                                                 |
| 3   | Sven Krage            | Freie Wähler     | 18,7             | 19,8               | + 5,6                                                                 |
| 4   | Martin Huber          | AfD              | 14,5             | 13,7               | - 3,6                                                                 |
| 5   | Benedikt Klingbeil    | SPD              | 6,1              | 6,0                | - 0,9                                                                 |
| 6   | Anne Connelly         | FDP              | 2,7              | 2,7                | - 1,6                                                                 |
| 7   | Nicola Schmidt-Kursch | LINKE            | 0,9              | 1,0                | - 1,3                                                                 |
| 8   | Simone Binder         | BP               | 1,3              | 1,2                | - 2,0                                                                 |
| 9   | Wolfgang Reiter       | ÖDP              | 2,6              | 2,3                | - 0,2                                                                 |
| 10  | Carina Fiedler        | Die PARTEI       | 1,0              | 0,9                | - 0,3                                                                 |
| 11  | -                     | Tierschutzpartei | -                | 0,5                | + 0,1                                                                 |
| 12  | Ronja Angermaier      | V-Partei³        | 0,3              | 0,3                | 0,0                                                                   |
| 13  | -                     | PdH              | -                | 0,1                | - 0,1                                                                 |
| 14  | Alexandra Motschmann  | dieBasis         | 0,7              | 0,7                | - 0,7                                                                 |
| 15  | Darico Schade         | Volt             | 0,6              | 0,6                | + 0,6                                                                 |

## Landtagswahl 2018
Im Stimmkreis waren insgesamt 99.451 Einwohner wahlberechtigt. Die Landtagswahl am 14. Oktober 2018 hatte folgendes Ergebnis:
| Direktkandidat     | Partei               | Erststimmen in % | Gesamtstimmen in % | Veränderung der Gesamtstimmen im Vergleich zur Landtagswahl 2013 in % |
| ------------------ | -------------------- | ---------------- | ------------------ | --------------------------------------------------------------------- |
| Ulrike Scharf      | CSU                  | 37,9             | 37,6               | - 13,6                                                                |
| Gertrud Eichinger  | SPD                  | 6,8              | 6,9                | - 7,9                                                                 |
| Rainer Mehringer   | Freie Wähler         | 13,8             | 14,2               | + 4,6                                                                 |
| Ursula Frank-Mayer | GRÜNE                | 15,5             | 16,1               | + 7,2                                                                 |
| Christian Korn     | FDP                  | 4,3              | 4,3                | + 1,9                                                                 |
| Walter Koppe       | LINKE                | 2,3              | 2,4                | + 0,7                                                                 |
| Andreas Zimmer     | BP                   | 3,5              | 3,2                | - 0,2                                                                 |
| Stephan Treffler   | ÖDP                  | 2,9              | 2,5                | - 0,8                                                                 |
| Stefan Lorenz      | Piratenpartei        | 0,5              | 0,5                | - 1,5                                                                 |
| Martin Huber       | AfD                  | 11,4             | 10,9               | + 10,9                                                                |
| -                  | LKR                  | -                | 0,0                | -                                                                     |
| -                  | mut                  | -                | 0,1                | + 0,1                                                                 |
| -                  | Die Humanisten       | -                | 0,0                | + 0,0                                                                 |
| Markus Kuliberda   | Die PARTEI           | 0,7              | 0,6                | + 0,6                                                                 |
| -                  | Gesundheitsforschung | -                | 0,1                | + 0,1                                                                 |
| -                  | Tierschutzpartei     | -                | 0,4                | + 0,4                                                                 |
| Markus Krätschmer  | V-Partei³            | 0,3              | 0,3                | + 0,3                                                                 |

Der Stimmkreis wird im Landtag durch die direkt gewählte Stimmkreisabgeordnete Ulrike Scharf (CSU) vertreten.

## Landtagswahl 2013
Die Landtagswahl 2013 hatte im Stimmkreis Erding folgendes Ergebnis: Dabei waren insgesamt 95.688 Einwohner stimmberechtigt. Die Wahlbeteiligung betrug 68,3 %.
| Direktkandidat         | Partei        | Erststimmen in % | Gesamtstimmen in % | +/- Gesamtstimmen ggü. 2008 in %-P. |
| ---------------------- | ------------- | ---------------- | ------------------ | ----------------------------------- |
| Ulrike Scharf          | CSU           | 49,8             | 51,2               | + 8,9                               |
| Elif Cindik-Herbrüggen | SPD           | 11,6             | 14,6               | + 1,5                               |
| Rainer Mehringer       | Freie Wähler  | 10,9             | 9,5                | - 3,6                               |
| Helga Stieglmeier      | GRÜNE         | 9,8              | 8,9                | - 1,1                               |
| Rupert Lanzinger       | FDP           | 2,5              | 2,4                | - 5,3                               |
| Walter Koppe           | LINKE         | 1,8              | 1,6                | - 1,7                               |
| Stephan Treffler       | ÖDP           | 3,9              | 3,3                | - 0,5                               |
| Martin Huber           | REP           | 3,5              | 2,9                | - 1,3                               |
| Johann Wagner          | BP            | 3,9              | 3,4                | + 1,7                               |
| -                      | BüSo          | -                | 0,0                | 0,0                                 |
| -                      | Die Freiheit  | -                | 0,1                | n.k.                                |
| Anna Lang              | Piratenpartei | 2,2              | 2,0                | n.k.                                |

## Landtagswahl 2008
Bei der Landtagswahl 2008 waren im Stimmkreis 91.976 Einwohner wahlberechtigt. Die Wahlbeteiligung betrug 61,5 %. Die Wahl hatte folgendes Ergebnis:
| Direktkandidat    | Partei       | Erststimmen in % | Gesamtstimmen in % | Veränderung der Gesamtstimmen im Vergleich zur Landtagswahl 2003 in % |
| ----------------- | ------------ | ---------------- | ------------------ | --------------------------------------------------------------------- |
| Jakob Schwimmer   | CSU          | 42,0             | 42,3               | - 22,9                                                                |
| Nicole Schley     | SPD          | 13,4             | 13,1               | - 3,8                                                                 |
| Jens Ehrlinger    | GRÜNE        | 8,3              | 10,0               | + 3,7                                                                 |
| Karl Heinz Jobst  | Freie Wähler | 13,0             | 13,1               | + 11,2                                                                |
| Marion Butz       | FDP          | 8,1              | 7,8                | + 5,6                                                                 |
| Martin Huber      | REP          | 4,7              | 4,2                | + 0,8                                                                 |
| Stefan Grabrucker | ödp          | 4,5              | 3,8                | + 0,7                                                                 |
| Günther Steiger   | BP           | 2,0              | 1,7                | + 0,8                                                                 |
| -                 | BüSo         | -                | 0,0                | 0,0                                                                   |
| Manfred Steiner   | LINKE        | 3,4              | 3,3                | + 3,3                                                                 |
| -                 | VIOLETTE     | -                | 0,1                | + 0,1                                                                 |
| Anneliese Michel  | NPD          | 0,5              | 0,5                | + 0,5                                                                 |